# Iso Simolampi
Iso Simolampi är en sjö i kommunen Ilomants i landskapet Norra Karelen i Finland. Sjön ligger 145 meter över havet. Den är 16,9 meter djup. Arean är 1,09 kvadratkilometer och strandlinjen är 7,07 kilometer lång. Sjön  ingår i Vuoksens huvudavrinningsområde.   Den ligger omkring 73 kilometer öster om Joensuu och omkring 420 kilometer nordöst om Helsingfors. 
I sjön finns öarna Jauhosaari och Rutnikkasaari (0,2 hektar).